# 欽ちゃんの気楽にリン
『欽ちゃんの気楽にリン』（きんちゃんのきらくにリン）は、1988年4月6日から同年6月15日まで日本テレビ系列局で放送されていた日本テレビ製作のバラエティ番組である。放送時間は毎週水曜 20:00 - 20:54 （日本標準時）。

## 概要
日本テレビが夕方に放送していた帯番組『欽きらリン530!!』の姉妹番組かつ全国ネット版であり、こちらも萩本欽一が司会を務めていた。内容も『欽きらリン530!!』と同様に、毎回視聴者からの「電話投稿ニュース」をテーマを決めて募集し、その中から面白いネタを萩本が選んで読み上げていくというものだった。タイトルの「リン」は電話の呼び出し音であり、視聴者に「（番組まで）気楽に電話してきて」という意味が含まれている。
公開生放送の場所については同日夕方の『欽きらリン530!!』で使われたスタジオをそのまま使う方式で、同番組が千代田区二番町にある日本テレビ放送網麹町分室（当時の日本テレビ本社）で生放送を行った日にはそちらで生放送を行った。
4月6日放送分は90分の拡大版で放送された。
第1回から第4回までの平均視聴率は4.8％（ビデオリサーチ、ニールセン）と低迷。日本テレビ編成部にも「期待値を下回った」とされた低視聴率のためわずか2か月・全6回で打ち切られた。

## 出演者
- 萩本欽一
- 木村優子[1]
- 茶々隊（のちのCHA-CHA） - 勝俣州和・松原桃太郎・西尾拓美・中村亘利・木野正人・パワーズ（須間一也・火野玉男 ※堀部圭亮の旧芸名）